# Перетяткович Мар'ян Мар'янович
Мар'ян Мар'янович Перетяткович (23 серпня 1872, с. Усичі Волинської губернії — 22 травня 1916, Київ) — український архітектор і вчитель. В архітектурній творчості Перетятковича модерн змішувався із середньовічними мотивами, а також з рисами неокласицизму, неоренесансу і російського стилю.

## Біографія

Народився в сім'ї поміщика 23 серпня 1872 року в с. Усичі Луцького повіту Волинської губернії. Після закінчення Рівненського училища в 1890 році поступив на військову службу, з якої пішов в запас в 1896 році зі званням козацького сотника. В 1901 році закінчив Санкт-Петербурзький державний архітектурно-будівельний університет. В1901—1906 роках подовжив навчатися в Вищому художньому училищі Петербурзька академія мистецтв. Дипломна робота «Зал для народних зборів» була виконана у майстерні професора Леонтія Миколайовича Бенуа. В 1907 році М. М. Перетяткович був відісланий для завершення навчання в Італію та Францію. На думку мистецтвознавця М. В. Нащокіної, під час поїздки на формування творчого стилю М. М. Перетятковича вплинули майстри фінського модерну Л. Сонк и Е. Саарінен.
Після повернення із закордону працював помічником у таких архітекторів, як Барановський Гавриїл, Рерберґ Іван, Сюзор Павло. Багато проєктів здійснив у співавторстві з Мар'яном Лялевичем. В 1913 році удостоївся звання академіка архітектури.
Обширну архітектурну практику поєднував з викладацькою діяльністю. З 1904 по 1910 роки М. М. Перетяткович був викладачем Технологічного інституту, Вищих Жіночих Політехнічних курсів. Читав курс лекцій в Вищому художньому училищі Петербурзька академія мистецтв. В 1910–1912 роках брав участь в складанні «Проєкта преобразования Санкт-Петербурга» під керівництвом архітекторів Ф. Є. Єнакієва і Л. М. Бенуа.
Крім проєктної та викладацької діяльності, М. М. Перетяткович був членом таких громадських організацій, як Императорское Санкт-Петербургское Общество архитекторов, Общество архитекторов-художников, Рада Музею Старого Петербурга, працював у Комісії з вивчення та опису пам'яток Старого Петербурга, працював у редакційній раді журналу «Зодчий».
Помер від інфаркту 22 травня 1916 року в Києві.

## Проєкти і споруди

### Санкт-Петербург— Петроград
- Храм Лурдської Божої Матері, разом з Л. Н. Бенуа 1903–1909
- Конкурсний проєкт дохідного будинку А. Н. Перцова (1905–1908), НЕСТВОРЕНО
- Конкурсний проєкт Ситного ринку, разом з М. С. Лялевичем та Ф. Е. Вишинським 1906, 4 варіанта, НЕСТВОРЕНО
- Проєкт Дом ленинградской торговли|будинку Гвардійського економічного товариства 1907, НЕСТВОРЕНО
- Конкурсний проєкт Палацу мира (1907, Гаага), НЕСТВОРЕНО
- Зал засідання Держ ради в Маріїнському палаці, автор-будівельник Л. Н. Бенуа (1907–1908
- Трамвайний міст через Фонтанку, разом із Г. Г. Кривошеїним 1908, пролітна будова знята, збереглися берегові устої
- Дім страхового товариства «Саламандра», при участі Н. Н. Вєрьовкіна 1908–1909
- Церква Христа Спасителя в пам'ять Гефсиманської битви і святителя Миколая Чудотворця («Спас-на-Водах»), при участі Н. В. Покровського і С. Н. Смірнова 1910, знесений (підірваний у 1932 році)
- Дохідний дім і торговий банк М. И. Вавельберга (1910–1912)
- Дім міських установ, при участі М. С. Лялевича 1912–1913
- Будинок Римо-католицького благодійного товариства притулку для хлопчиків 1912–1913
- Будинок Російського торгово-промислового банка 1912–1914
- Будинок Міністерства торгівлі і промисловості 1912–1915
- Залізобетонний звід в головному залі будинку Біржі, разом з Ф. І. Лідвалем 1913–1914

### Москва
- Участь в проєктуванні Державного музею образотворчих мистецтв імені О. С. Пушкіна по проєкту архітектора Р. И. Клейна 1898–1900
- Участь в обробці торгових залів будинку № 14 по Тверській вулиці (Москва) (Єлісєєвський магазин)[ru], разом із В. В. Воєйковим під керівництвом Г. В. Барановського 1898–1901
- Участь у декоративній обробці фасадів готелю «Метрополь» 1901–1903
- Конкурсний проєкт будинку Московського Купецьких зборів, у співавторстві з М. С. Лялевичем 1905  (1-я премія)НЕСТВОРЕНО
- Міський будинок дешевих квартир для одиноких імені Г. Г. Солодовнікова, у співавторстві з М. С. Лялевичем (будував арх. Т. Я. Бардт) 1908
- Будинок Південного Страхового товариства, у співавторстві з І. І. Рербергом, І. А. Голосовим і В. К. Олтаржевським 1909–1911

### Інші міста Російської імперії
- Віадук, у співавторстві з М. С. Лялевичем 1906, Варшава, конкурс. НЕСТВОРЕНО
- Церква Олега Брянського в селі Осташ'єво, у співавторстві з С. М. Дешевовим 1915 Волоколамський район Московської області
- Державний банк 1910–1914, Ростов-на-Дону.
- Романівська грязелікарня (будував архітектор Е. Ф. Шреттер 1911–1914, П'ятигорськ.
- Конкурсний проєкт санаторію в Єсентуках. Здобув першу премію. Опублікований у щорічнику Товариства архітекторів-художників у Санкт-Петербурзі 1911 року.[2]

## Галерея

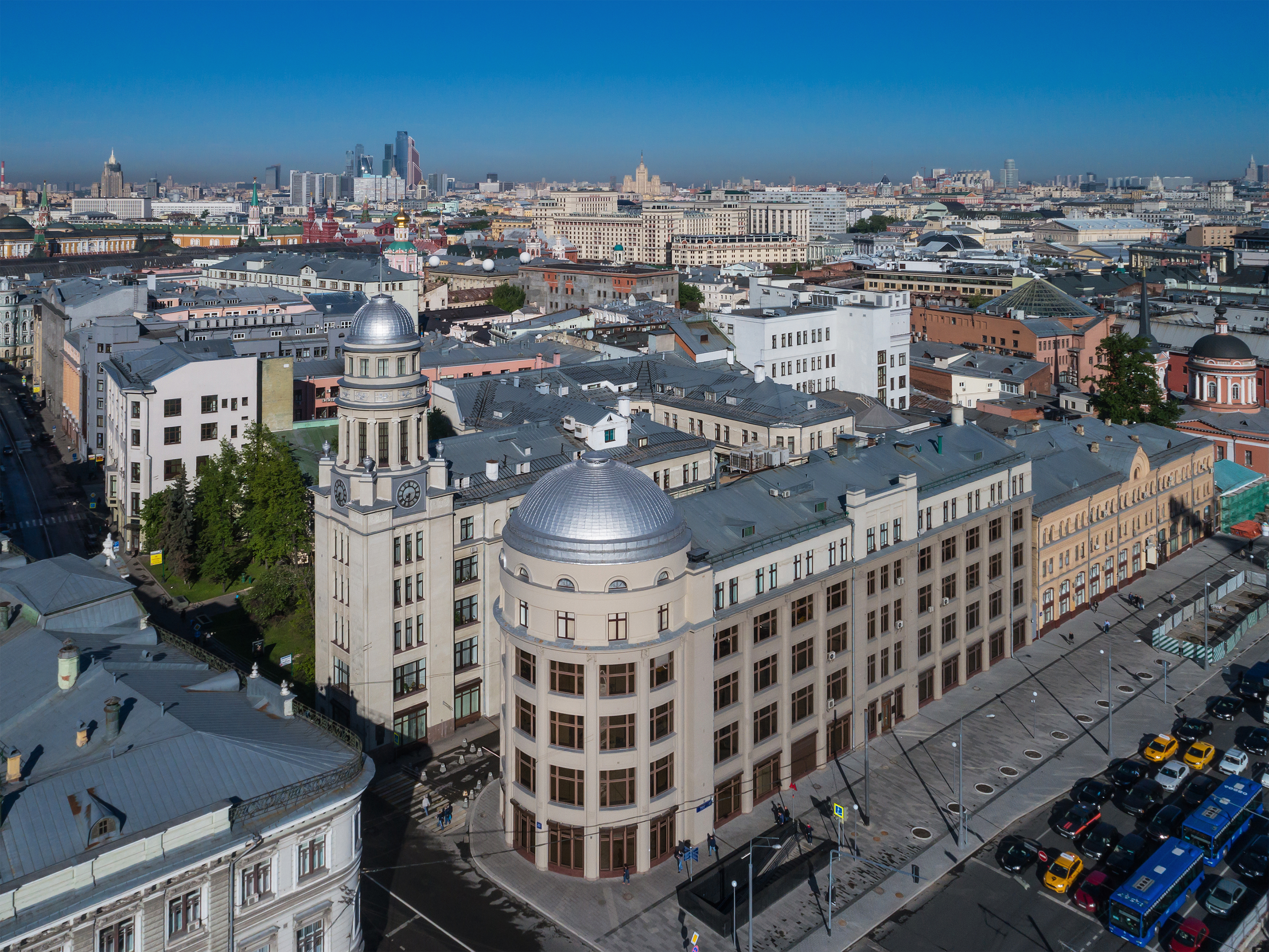
Дім Пн. Страхового товариства 1909-1916 Перетяткович і І. І. Рерберг
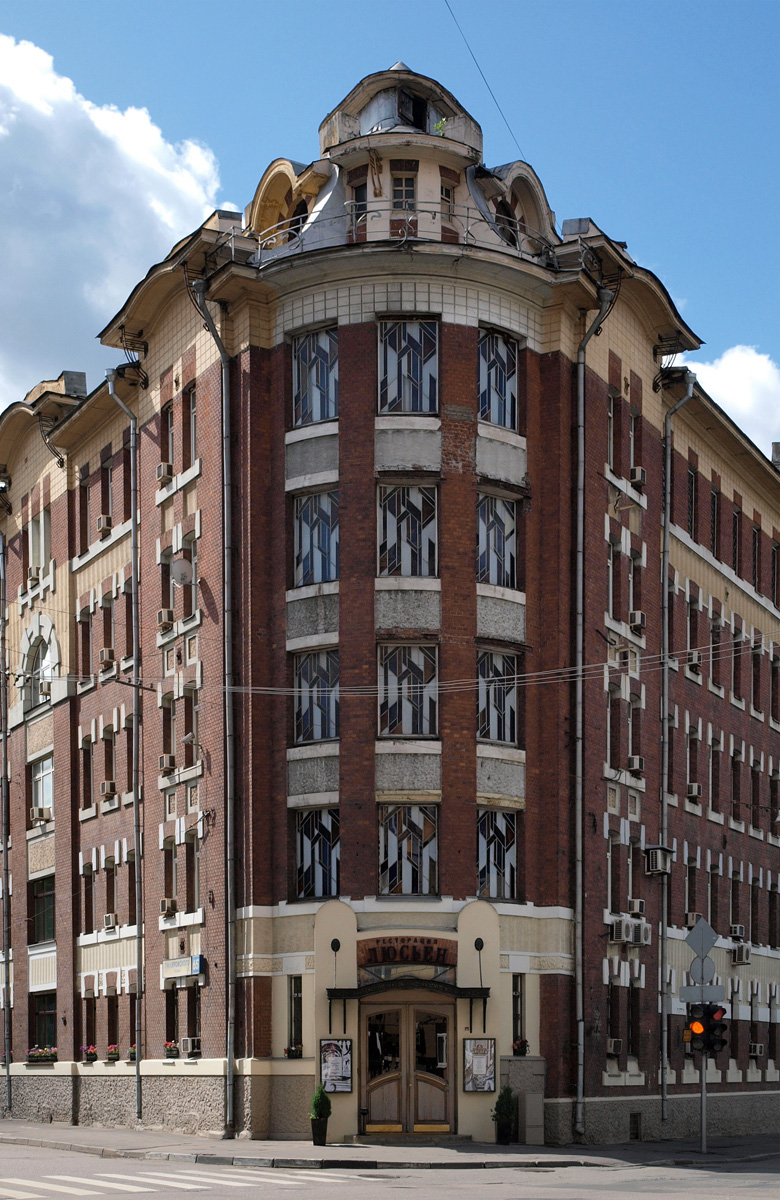
Міський будинок дешевих квартир для одиноких імені Г. Г. Солодовнікова, у співавторстві з М. С. Лялевичем (будував арх. Т. Я. Бардт) 1908
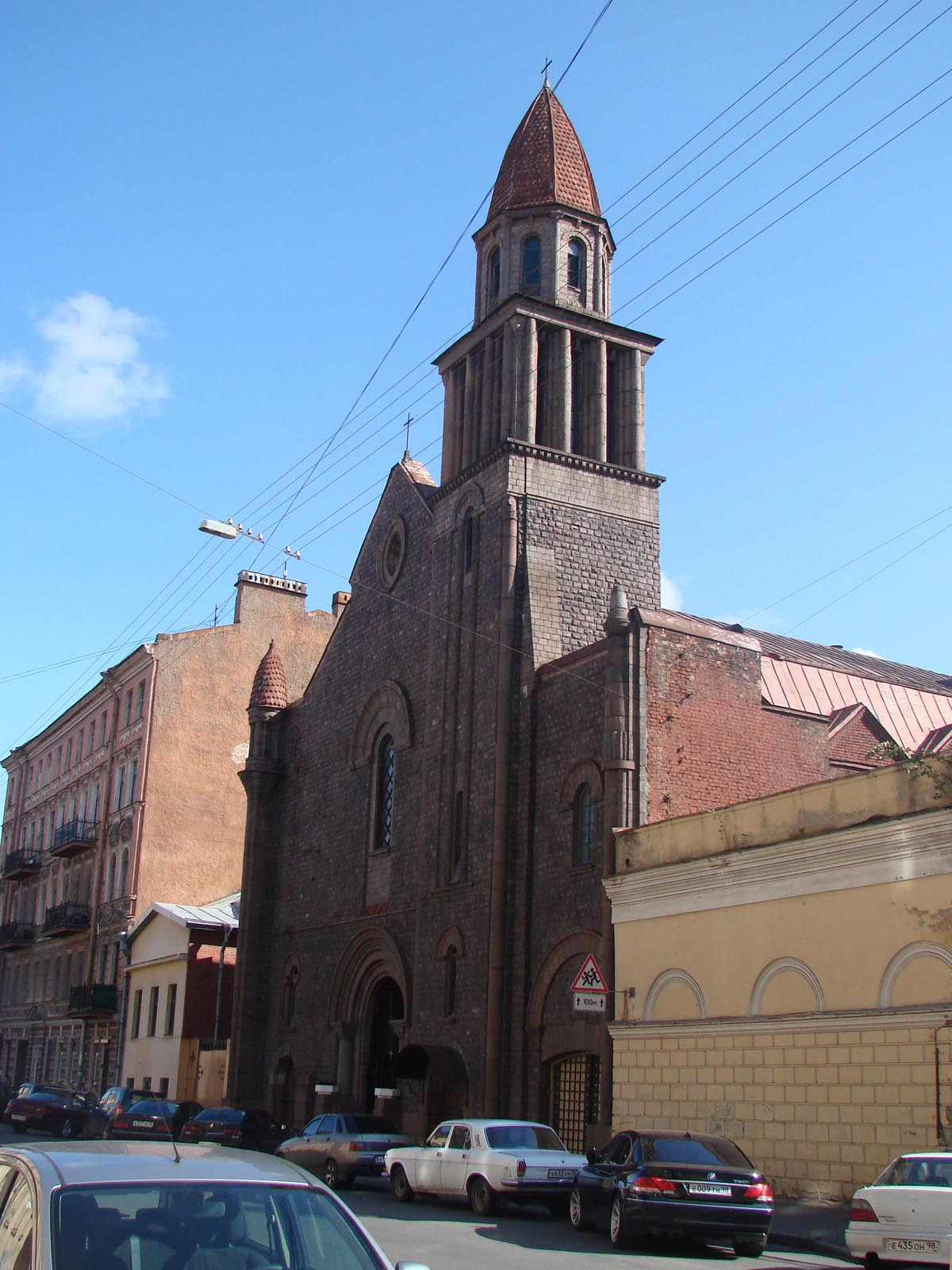
Храм Лурдської Божої Матері, разом з Л. Н. Бенуа 1903—1909
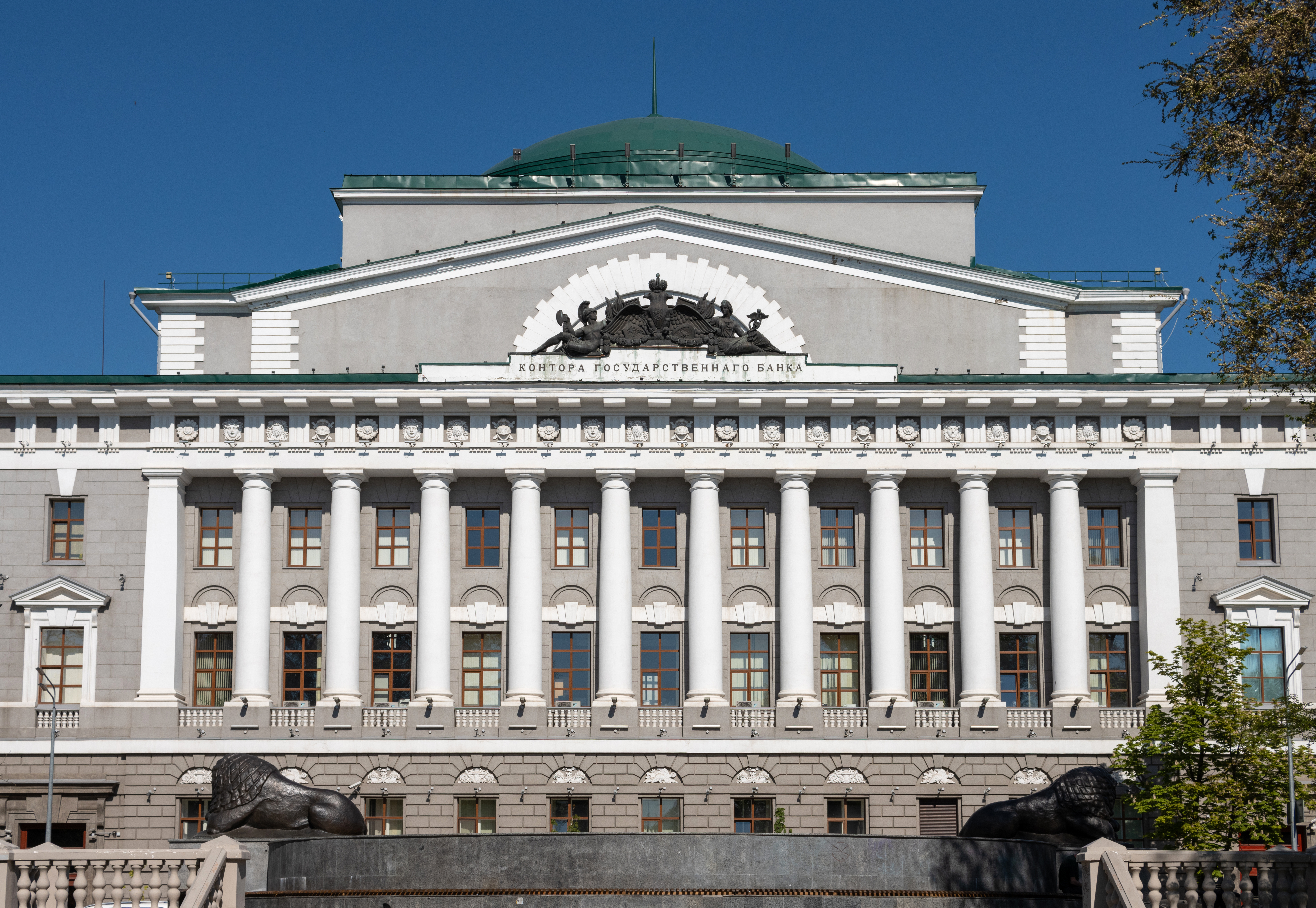
Державний банк 1910—1914, Ростов-на-Дону